# Leuchtturm Juodkrantė
Der Leuchtturm Juodkrantė (litauisch Juodkrantė švyturys) steht auf der Kurischen Nehrung zwischen der Ostsee und dem Kurischen Haff, 900 Meter von der Küste entfernt. Es ist ein großer, pyramidenförmiger Stahlskelettturm mit Galerie, aber ohne Laternenhaus. Er ist schwarz lackiert, die Galerie ist rot. Das obere Drittel des Turms ist an allen vier Seiten mit einem weißen Lattenrost versehen, der aus der Ferne wie ein geschlossener Leuchtturm wirkt. Der Turm ist fast vom Wald verdeckt. Der Standort ist zugänglich, der Turm jedoch geschlossen. Der Betreiber ist die Seehafenbehörde Klaipėda.